# Aim for the Sunrise
Aim for the Sunrise war eine Metalcore-Band aus dem schwedischen Munkfors. Sie wurde 2009 gegründet und löste sich vier Jahre später auf.

## Geschichte
Die 2009 in Munkfors gegründete Metalcore-Band Aim for the Sunrise bestand aus den vier Musikern Daniel Larsson (Gesang, Gitarre), Anton Wiklund (Gesang), Nicko Edlund (Schlagzeug) und Ricky Karlsson (Gitarre). Bereits im Oktober 2009 erschien die EP The Bigger Picture; Hope in Eigenregie.
Im April 2011 startete die Gruppe gemeinsam mit You Ate My Dog auf der Sharkbait Tour durch Schweden. Die Konzerte führten durch Karlstad, Eskilstuna, Uppsala, Linköping, Stockholm, Örebro, Kungsbacka, Lund und Växjö. Diese Tour wurde außerdem von Promise Divine, Heading Back Home, Drive Like Red und Miss Grace begleitet. Im selben Jahr erschien außerdem die Single Defender, Defeater.
Das schwedische Indie-Label Panic & Action veröffentlichte das Debütalbum der Band. Das Album wurde von Dino Medanhozic, welcher bereits das Album Causing a Scene von Her Bright Skies aufgenommen hatte, produziert.
Die Gruppe spielte bereits mit The Chariot, Anberlin, Blindside, Iwrestledabearonce und The Eyes of a Traitor, sowie 2010 auf dem Bring the Noise Festival, YEAH! Strandfestivalen und dem Frizon Festival.
Im Oktober 2012 erschien das Album No Kings, No Chains. Im März 2013 gab die Band auf Facebook ihre Auflösung bekannt mit der Begründung, dass sie nicht mehr die nötige Leidenschaft für diese Art der Musik und ihre Szene empfinden würden und die Flamme in ihnen erloschen sei. Einen Monat später gaben die Mitglieder über Facebook bekannt, dass sie an neuer Musik arbeiten, sie allerdings nicht annähernd wie Aim for the Sunrise klinge.

## Diskografie
- 2009: The Bigger Picture; Hope (EP, kein Label)
- 2012: No Kings, No Chains (Panic & Action)